# Illa Kuhn
L'illa Kuhn (en danès: Kuhn Ø) és una illa costanera que es troba a la badia Hochstetter, a l'est de Groenlàndia. A l'illa hi ha jaciments de carbó. La seva superfície és de 634 km² i seu cim més alt s'eleva fins als 1.136 msnm. És deshabitada i es troba dins el Parc Nacional del Nord-est de Grenlàndia.